# Jakob Levitzki
Jakob Levitzki, auch Jacob Levitzki, Yaakov Levitsky (hebräisch יעקב לויצקי; * 17. August 1904 in Cherson, Ukraine; † 1956 in Jerusalem) war ein israelischer Mathematiker, der sich mit Algebra befasste.

## Werdegang
Die Familie siedelte 1913 nach Palästina aus, wo Levitzki das Hebräische Gymnasium in Tel Aviv besuchte. Ab 1922 studierte er Mathematik an der Universität Göttingen (und ein Semester an der Universität Köln), wo er 1929 mit Auszeichnung bei Emmy Noether (und Edmund Landau) promovierte (Über vollständig reduzible Ringe und ihre Unterringe, Nachrichten Göttinger Ges. Wiss., 1929, S. 240, Mathematische Zeitschrift Bd. 33, 1931, S. 663). 1928/29 war er Assistent an der Universität Kiel und 1929/30 als Sterling-Stipendiat an der Yale University. 1931 kehrte er nach Israel zurück und wurde Professor an der Hebräischen Universität Jerusalem.
1954 erhielt er den Israel-Preis. Levitzki gilt als Begründer der Algebra-Forschung in Israel.
Das Amitsur-Levitzki-Theorem besagt, dass für die Summe (über alle Permutationen {\displaystyle \sigma } von 1,...,2k mit dem Signum sign der Permutation {\displaystyle \sigma }) der Produkte von 2k beliebigen (k x k)-Matrizen {\displaystyle A_{j}\,(1\leq j\leq 2k)} (definiert über einem kommutativen Ring)
{\displaystyle \sum \mathrm {sign} (\sigma _{i})\prod A_{\sigma _{i}(j)}=0.}
Mit anderen Worten: für den Ring der (k × k)-Matrizen über einem kommutativen Ring erfüllt das Standardpolynom vom Grad 2k eine Polynomidentität. Das Theorem besagt außerdem, dass kein Polynom kleineren Grades eine Polynomidentität in diesen Ringen erfüllt.
Das Theorem ist Ausgangspunkt der Theorie der Ringe mit Polynomidentität.
Unabhängig von Charles Hopkins bewies er 1939 einen damals überraschenden Satz, dass die absteigende Kettenbedingung bei Ringen in vielen Fällen die aufsteigende Kettenbedingung zur Folge hat, heute als Hopkins-Levitzki-Satz zitiert, nachdem er früher meist nur nach Hopkins benannt wurde, da dieser in einer führenden US-Zeitschrift veröffentlicht hatte, Levitzki in den damals in den USA wenig gelesenen Compositio Mathematica. Der US-amerikanische Mathematiker Carl Faith meinte in seinem autobiographisch-historischen Buch über Ringtheorie, dass er, um Levitzki Genugtuung zu leisten, deshalb später bestimmte Ringe nach ihm benannte.
Sein Sohn Alexander Levitzki ist Professor für Biochemie an der Hebrew University und erhielt ebenfalls den Israel-Preis. Er stiftete im Andenken an seine Eltern den Levitzki-Preis für Algebra in Israel.
Zu seinen Studenten zählt Shimshon Amitsur (1948).

## Verweise
1. ↑  zuerst wollte er Chemie studieren, nach einer Vorlesung von Emmy Noether wechselte er zur Mathematik
2. ↑  Yaakov Levitzki im Mathematics Genealogy Project (englisch)  abgerufen am 15. Juli 2024.
3. ↑  Auslobung des Levitzki-Preises, Israelische Mathematische Union
4. ↑  Amitsur, Levitzki: Minimal identities for algebras, Proc. AMS, Bd. 1, 1950, S. 449–463. Es gibt noch andere Beweise, zum Beispiel führte Razmyslov das Theorem auf das Cayley-Hamilton-Theorem zurück. Richard Swan gab 1963 einen graphentheoretischen Beweis.
5. ↑  Carl Faith: Rings and things and a fine array of twentieth century associative algebra, AMS, 2. Auflage 2004, S. 340

| Personendaten    | Personendaten                     |
| ---------------- | --------------------------------- |
| NAME             | Levitzki, Jakob                   |
| ALTERNATIVNAMEN  | Levitzki, Jacob; Levitsky, Yaakov |
| KURZBESCHREIBUNG | israelischer Mathematiker         |
| GEBURTSDATUM     | 17. August 1904                   |
| GEBURTSORT       | Cherson, Ukraine                  |
| STERBEDATUM      | 1956                              |
| STERBEORT        | Jerusalem                         |